# Liste de clubs de crosse au Canada
Liste de clubs de crosse au Canada divisé par niveau, ligue et championnats gagnés par chacun.

## National Lacrosse League
Current teams
| Club               | Ville             | Fondé en | Champion's Cup | Notes                                      |
| ------------------ | ----------------- | -------- | -------------- | ------------------------------------------ |
| Calgary Roughnecks | Calgary, Alberta  | 2001     | 1              |                                            |
| Edmonton Rush      | Edmonton, Alberta | 2005     | 0              | Fondée en 2001 en tant que Ottawa Rebel    |
| Toronto Rock       | Toronto, Ontario  | 1999     | 5              | Fondée en 1998 en tant que Ontario Raiders |

## Senior A

### Major Series Lacrosse (OLA)
| Club                       | Ville                       | Fondée en | Champion de la ligue | Coupe Mann | Notes |
| -------------------------- | --------------------------- | --------- | -------------------- | ---------- | --- |
| Barrie Lakeshores          | Barrie, Ontario             |           | 0                    | 0          | |
| Brampton Excelsiors        | Brampton, Ontario           | 1912      | 22                   | 8          | Anciennement le Mimico-Brampton Combines, le Brampton-Lakeshore Combines, le Brampton Ramblers, le Brampton Sealtests et le Bramalea Excelsiors |
| Brooklin Redmen            | Whitby, Ontario             | ????      | 10                   | 7          | |
| Kitchener-Waterloo Kodiaks | Kitchener-Waterloo, Ontario | 2006      | 0                    | 0          | |
| Peterborough Lakers        | Peterborough, Ontario       | ????      | 7                    | 5          | |
| Six Nations Chiefs         | Six-Nations, Ontario        | ????      | 3                    | 3          | |
| St. Regis Indians          | Akwesasne, Ontario          | 1998      | 0                    | 0          | Anciennement l'Akwesasne Thunder |

### Western Lacrosse Association (BCLA)
| Club                          | Ville                                 | Fondée en | Champion de la ligue | Coupe Mann | Notes |
| ----------------------------- | ------------------------------------- | --------- | -------------------- | ---------- | --- |
| Burnaby Lakers                | Burnaby, Colombie-Britannique         | 1986      | ??                   | 0          | Anciennement le Richmond Outlaws |
| Coquitlam Adanacs             | Coquitlam, Colombie-Britannique       | 1965      | ??                   | 1          | Anciennement le Portland Adanacs |
| Langley Thunder               | Langley, Colombie-Britannique         | 1994      | ??                   | 0          | Anciennement le North Shore Indians, l'Okanagan Thunder and le North Shore Thunder |
| Maple Ridge Burrards          | Maple Ridge, Colombie-Britannique     | 1937      | ??                   | 5          | Anciennement le Vancouver Burrard Olympics, le Vancouver Burrards, le Vancouver Burrard Westerns, le Vancouver Combines, le Vancouver Pilseners, le Vancouver Carlings et le Surrey Burrards |
| Nanaimo Timbermen             | Nanaimo, Colombie-Britannique         | 2005      | 0                    | 0          | Aucune relation avec l'ancien club du même nom. |
| New Westminster Salmonbellies | New Westminster, Colombie-Britannique | 1888      | ??                   | 25         | Anciennement le New Westminster Commandos, le New Westminster Salmonacs, le New Westminster Royals et le New Westminster O’Keefes                                                            |
| Victoria Shamrocks            | Victoria, Colombie-Britannique        | 1950      | ??                   | 8          | Anciennement le Victoria Payless |

## Senior B

### Ontario Lacrosse Association Senior B Lacrosse League (OLA)
| Club                                | Ville                              | Fondée en | Champion de la ligue | Coupe du Président | Notes |
| ----------------------------------- | ---------------------------------- | --------- | -------------------- | ------------------ | ----- |
| Ajax-Pickering Rock                 | Ajax et Pickering, Ontario         | ????      | 0                    | 0                  |       |
| Brooklin Merchants                  | Brooklin, Ontario                  | ????      | 0                    | 0                  |       |
| Smith Ennismore Lakefield Shamrocks | Smith-Ennismore-Lakefield, Ontario | ????      | 0                    | 0                  |       |
| Wellington Aces                     | Comté de Wellington, Ontario       | ????      | 1                    | 1                  |       |
| Mohawk Stars                        | Brantford, Ontario                 | ????      | 0                    | 0                  |       |
| Owen Sound Woodsmen                 | Owen Sound, Ontario                | ????      | 3                    | 0                  |       |
| St. Clair Storm                     | Sarnia, Ontario                    | ????      | 0                    | 0                  |       |

### West Coast Senior Lacrosse Association (BCLA)
| Club                | Ville                                 | Fondée en       | Champion de la ligue | Coupe du Président | Notes                                                             |
| ------------------- | ------------------------------------- | --------------- | -------------------- | ------------------ | ----------------------------------------------------------------- |
| Ladner Pioneers     | Ladner, Colombie-Britannique          | ????            | ??                   | 1                  |                                                                   |
| Langley Knights     | Langley, Colombie-Britannique         | ????            | ??                   | 0                  |                                                                   |
| Nanaimo Timbermen   | Nanaimo, Colombie-Britannique         | 1966 or earlier | ??                   | 2                  | Anciennement le Nanaimo Luckies                                   |
| North Shore Indians | North Vancouver, Colombie-Britannique | 1968            | ??                   | 3                  |                                                                   |
| Tri-City Bandits    | Tri-Cities, Colombie-Britannique      | 1968            | ??                   | 1                  | Anciennement le Burnaby Bandits                                   |
| Valley Rebels       | ????                                  | ????            | ??                   | 0                  |                                                                   |
| Vancouver Burrards  | Vancouver, Colombie-Britannique       | 1968            | ??                   | 0                  | Anciennement le Killarney et le Vancouver Blue Angel Disco Sports |

### Rocky Mountain Lacrosse League (ALA)
| Club                  | Ville                        | Fondée en | Champion de la ligue | Coupe du Président | Notes                                                   |
| --------------------- | ---------------------------- | --------- | -------------------- | ------------------ | ------------------------------------------------------- |
| Airdrie Knights       | Airdrie, Alberta             | 2002      | 0                    | 0                  |                                                         |
| Calgary Mountaineers  | Calgary et Cochrane, Alberta | 1998      | 1                    | 1                  |                                                         |
| DVN Oilfield Raiders  | Calgary, Alberta             | 2003      | 0                    | 0                  |                                                         |
| Red Deer Rage         | Red Deer, Alberta            | 2001      | 0                    | 0                  |                                                         |
| Sherwood Park Outlaws | Sherwood Park, Alberta       | 1998      | 6                    | 2                  | Anciennement le Edmonton Outlaws et le Edmonton Fullers |
| Spruce Grove Slash    | Spruce Grove, Alberta        | 2006      | 0                    | 0                  |                                                         |

### Ligue de crosse senior du Québec (FCQ)
| Club                     | Ville                            | Fondée en | Champion de la ligue | Coupe du Président | Notes                                    |
| ------------------------ | -------------------------------- | --------- | -------------------- | ------------------ | ---------------------------------------- |
| Indians de Caughnawaga   | Kahnawake, Québec                | 2003      | 0                    | 0                  | Anciennement les Brasseurs de LaSalle    |
| Mohawks de Kahnawake     | Kahnawake, Québec                | 2002      | 2                    | 0                  | Anciennement les Patriotes de Longueuil  |
| Extrême de Sherbrooke    | Sherbrooke, Québec               | 2007      | 0                    | 0                  |                                          |
| Dinomytes de Valleyfield | Salaberry-de-Valleyfield, Québec | 2005      | 2                    | 0                  | Anciennement les Warriors de Valleyfield |

### Can-Am Senior Lacrosse League (Can-Am)
| Club                  | Ville                | Fondée en | Champion de la ligue | Coupe du Président | Notes |
| --------------------- | -------------------- | --------- | -------------------- | ------------------ | ----- |
| Newtown Golden Eagles | Newtown, New York    |           | 1                    | 1                  |       |
| Onondaga Redhawks     | Onondaga, New York   |           | 1                    | 0                  |       |
| Pinewoods Smoke       | Pinewoods, New York  |           | 0                    | 0                  |       |
| Six Nations Sting     | Six-Nations, Ontario |           | 0                    | 0                  |       |

### Iroquois Lacrosse Association (ILA)
| Club                   | Ville               | Fondée en | Champion de la ligue | Coupe du Président | Notes                                |
| ---------------------- | ------------------- | --------- | -------------------- | ------------------ | ------------------------------------ |
| Kahnawake Mohawks      | Kahnawake, Québec   | v. 1800   | 6                    | 0                  | Anciennemente le Caughnawaga Indians |
| Onondaga Warriors      | Onondaga, New York  | 1903      | 1                    | 0                  | Anciennement le O.A.C.               |
| Kanesatake Eagles      | Kanesatake, Québec  | 1997      | 0                    | 0                  |                                      |
| Snye Warriors          | Snye, Québec        | 1993      | 1                    | 0                  |                                      |
| Oneida Silverhawks     | Oneida, Ontario     | 1998      | 0                    | 0                  |                                      |
| Ganienkeh Gunners      | Ganienkeh, New York | 1998      | 0                    | 0                  |                                      |
| Tyendinaga Wolfpack    | Tyendinaga, Ontario | 1995      | 0                    | 0                  |                                      |
| Tuscarora Thunderhawks | Tuscarora, New York | 1993      | 2                    | 1                  |                                      |

## Junior A

### Ontario Lacrosse Association Junior A Lacrosse League (OLA)
| Club                      | Ville                       | Fondée en | Champion de la ligue | Coupe Minto | Notes |
| ------------------------- | --------------------------- | --------- | -------------------- | ----------- | --- |
| Akwesasne Jr. Indians     | Akwesasne, Ontario          | 2007      | 0                    | 0           | |
| Brampton Excelsiors       | Brampton, Ontario           | ????      | 3                    | 1           | Anciennement le Brampton ABC's et le Bramalea Excelsiors |
| Burlington Chiefs         | Burlington, Ontario         | 1976      | 0                    | 0           | Anciennement le Hamilton Bengals et le Bay Area Bengals |
| Kitchener-Waterloo Braves | Kitchener-Waterloo, Ontario | 1976      | 0                    | 0           | Anciennement le Kitchener Braves; Ils ont joué précédemment au Junior B où ils ont gagné un championnat de ligue et deux coupes Founders |
| Mississauga Tomahawks     | Mississauga, Ontario        | 1973      | 0                    | 0           | Anciennement le Mississauga Athletics, le Mississauga Sullivan Homes, le Mississauga Merchants et le Mississauga Arrowheads; Ils ont joué précédemment au Junior B où ils ont gagné deux championnats de ligue et une coupe Founders                      |
| Orangeville Northmen      | Orangeville, Ontario        | 1975      | 4                    | 3           | Anciennement le Orangeville Stingers; Ils ont joué précédemment au Junior C où ils ont gagné un championnat de ligue; Au Junior B, ils gagnèrent deux championnats de ligue et deux coupes Founders                                                       |
| Orillia Rama Kings        | Orillia, Ontario            | 1973      | 0                    | 0           | Anciennement le Orillia Lions, l’Orillia 501 Kings et L’Orillia Rogers Kings; Ils ont joué précédemment au Junior C; Au Junior B, ils gagnèrent trois championnats de ligue et deux coupes Founders                                                       |
| Ottawa Titans             | Ottawa, Ontario             | 2005      | 0                    | 0           | |
| Peterborough Lakers       | Peterborough, Ontario       | ????      | 13                   | 12          | Anciennement le Hastings Legionnaires, le Peterborough Petes, le Peterborough Tee-Pees, le Peterborough Gray-Munros, le Peterborough Century 21, le Peterborough James Gang, le Peterborough Maulers, le Peterborough Traders et le Peterborough Javelins |
| St. Catharines Athletics  | Saint Catharines, Ontario   | ????      | 5                    | 3           | Anciennement le St. Catharines Supertests, le St. Catharines Lakesides et le St. Catharines Legionaires |
| Six Nations Arrows        | Six-Nations Ontario         | 1974      | 5                    | 1           | Anciennement le Six Nations Braves; Ils ont joué précédemment au Junior C et Junior B |
| Toronto Beaches           | Toronto, Ontario            | 1976      | 0                    | 0           | Ils ont joué précédemment au Junior B |
| Whitby Warriors           | Whitby, Ontario             | ????      | 7                    | 5           | Anciennement le Whitby Consolidated Builders |

### BC Junior A Lacrosse League (BCLA)
| Club                          | Ville                                 | Fondée en | Champion de la ligue | Coupe Minto | Notes                                     |
| ----------------------------- | ------------------------------------- | --------- | -------------------- | ----------- | ----------------------------------------- |
| Burnaby Lakers                | Burnaby, Colombie-Britannique         | ????      | ??                   | 8           | Anciennement le Burnaby Cablevision       |
| Coquitlam Adanacs             | Coquitlam, Colombie-Britannique       | ????      | ??                   | 0           |                                           |
| Delta Islanders               | Delta, Colombie-Britannique           | ????      | ??                   | 0           |                                           |
| New Westminster Salmonbellies | New Westminster, Colombie-Britannique | ????      | ??                   | 3           | Anciennement le New Westminster Salmonacs |
| Port Coquitlam Saints         | Port Coquitlam, Colombie-Britannique  | 1995      | ??                   | 0           |                                           |
| Nanaimo Timbermen             | Nanaimo, Colombie-Britannique         | 2004      | ??                   | 0           |                                           |
| Surrey Stickmen               | Surrey, Colombie-Britannique          | ????      | ??                   | 0           |                                           |
| Victoria Shamrocks            | Victoria, Colombie-Britannique        | ????      | ??                   | 1           | Anciennement le Victoria MacDonalds       |

### Rocky Mountain Lacrosse League (ALA)
| Club                 | Ville             | Fondée en | Champion de la ligue | Coupe Minto | Notes |
| -------------------- | ----------------- | --------- | -------------------- | ----------- | ----- |
| Calgary Mountaineers | Calgary, Alberta  | 2006      | 0                    | 0           |       |
| Calgary Raiders      | Calgary, Alberta  | 2003      | 1                    | 0           |       |
| Edmonton Eclipse     | Edmonton, Alberta | 2006      | 0                    | 0           |       |
| Edmonton Miners      | Edmonton, Alberta | 2003      | 3                    | 0           |       |

## Junior B

### Ontario Lacrosse Associsation Junior B
| Club                   | Ville                     | Fondée en | Champion de la ligue | Coupe Founders | Notes |
| ---------------------- | ------------------------- | --------- | -------------------- | -------------- | --- |
| Akwesasne Lightning    | Akwesasne, Ontario        | 1970      | 0                    | 0              | Anciennement le St. Regis Braves, le St. Regis Mohawks, et le St. Regis Indians |
| Barrie Tornado         | Barrie, Ontario           | 2000      | 1                    | 1              | |
| Clarington Green Gaels | Clarington, Ontario       | 1963      | 2                    | 4              | Anciennement le Oshawa Green Gaels; Ils ont précédemment au Junior A où ils ont gagné 7 championnat provincial et 7 coupes Minto.                                                          |
| Cornwall Celtics       | Cornwall, Ontario         | 2006      | 0                    | 0              | |
| Elora Mohawks          | Elora, Ontario            | 1967      | 2                    | 2              | Anciennement le Fergus Thistles et le Guelph Mohawks; Ils ont précédemment au Junior A. |
| Gloucester Griffins    | Gloucester, Ontario       | 1978      | 2                    | 0              | |
| Guelph Regals          | Guelph, Ontario           | 1992      | 0                    | 0              | |
| Halton Hills Bulldogs  | Halton Hills, Ontario     | 1995      | 0                    | 0              | Anciennement le Georgetown Bulldogs |
| Hamilton Bengals       | Hamilton, Ontario         | 2006      | 0                    | 0              | |
| Huntsville Hawks       | Huntsville, Ontario       | 1965      | 1                    | 1              | Anciennement le Huntsville Legionaires et le Huntsville Tornadoes; Ont joué précédemment au Junio C et Junior A.                                                                           |
| London Blue Devils     | London, Ontario           | 2003      | 0                    | 0              | |
| Markham Ironheads      | Markham, Ontario          | 2002      | 0                    | 0              | |
| Mimico Mountaineers    | Mimico, Ontario           | 1993      | 0                    | 0              | Ont joué précédemment au Junior A. |
| Mississauga Tomahawks  | Mississauga, Ontario      | 1989      | 0                    | 0              | Anciennement le Brampton Excelsiors, le Brampton-Milton Mavericks, le Milton Mavericks et le Mississauga Tomahawks                                                                         |
| Nepean Knights         | Nepean, Ontario           | 1993      | 0                    | 0              | |
| Niagara Thunderhawks   | Niagara, Ontario          | 2003      | 0                    | 0              | |
| Oakville Buzz          | Oakville, Ontario         | 2001      | 1                    | 1              | |
| Orangeville Northmen   | Orangeville, Ontario      | 2001      | 0                    | 0              | |
| Owen Sound Rams        | Owen Sound, Ontario       | 1973      | 3                    | 2              | Anciennement le Owen Sound Satellites, le Owen Sound Forsythes, le Owen Sound Signmen et le Owen Sound Flying Dutchmen; Ont joué précédemment au Junior C où ils ont gagné 3 championnats. |
| Sarnia Pacers          | Sarnia, Ontario           | 1973      | 3                    | 3              | Anciennement le Point Edward Easy Movers et le Point Edward Pacers; Ont joué précédemment au Junior C                                                                                      |
| Scarborough Saints     | Scarborough, Ontario      | ????      | 2                    | 2              | |
| Six Nations Red Rebels | Six-Nations, Ontario      | 1996      | 1                    | 1              | |
| Spartan Warriors       | Saint Catharines, Ontario | 1979      | 2                    | 2              | Anciennement le Niagara Warriors, le Niagara-on-the-Lake Warriors and Niagara Spartan Warriors                                                                                             |
| Wallaceburg Red Devils | Wallaceburg, Ontario      | 1998      | 1                    | 1              | |
| Welland Warlords       | Welland, Ontario          | 2001      | 0                    | 0              | |
| Windsor AKO Fratmen    | Windsor, Ontario          | 2003      | 0                    | 0              | |

### RMLL Junior B(ALA)
| Club                   | Ville                   | Fondée en | Champion de la ligue | Coupe Founders | Notes                            |
| ---------------------- | ----------------------- | --------- | -------------------- | -------------- | -------------------------------- |
| Calgary Chill          | Calgary, Alberta        | 2004      | 0                    | 0              |                                  |
| Calgary Mountaineers   | Calgary, Alberta        | 2002      | 1                    | 0              | Anciennement le Calgary Warthogs |
| Calgary Shamrocks      | Calgary, Alberta        | 2002      | 0                    | 0              |                                  |
| Edmonton Warriors      | Edmonton, Alberta       | 2002      | 3                    | 0              |                                  |
| Northern Alberta Crude | St. Albert, Alberta     | 2004      | 0                    | 0              | Anciennement le St. Albert Rams  |
| Red Deer Rampage       | Red Deer, Alberta       | 2006      | 0                    | 0              |                                  |
| Rockyview Silvertips   | Cochrane, Alberta       | 2006      | 0                    | 0              |                                  |
| Saskatchewan SWAT      | Saskatoon, Saskatchewan | 2007      | 0                    | 0              |                                  |
| Sherwood Park Titans   | Sherwood Park, Alberta  | 2004      | 0                    | 0              |                                  |

### Ligue de Crosse Junior du Québec (FCQ)
Équipes actuelles
| Équipe                     | Ville                 | Fondée | Championnats des séries(2003) | Titre de la Founders Cup | Notes                                              |
| -------------------------- | --------------------- | ------ | ----------------------------- | ------------------------ | -------------------------------------------------- |
| les Rebels de Laval        | Laval                 | 2007   | 0                             | 0                        |                                                    |
| les Patriotes de Longueuil | Longueuil, Québec     | 2007   | 1                             | 0                        |                                                    |
| le Shamrock de Montréal    | Pointe-Claire, Québec | 2005   | 1                             | 0                        | Anciennement le Shamrocks du West-Island (2005-07) |
| l'Extrême Jr de Sherbrooke | Sherbrooke, Québec    | 2003   | 4                             | 0                        | Anciennement l'Express Sherbrooke (2003)           |
| les Aigles Jr de Windsor   | Windsor, Québec       | 2003   | 0                             | 0                        |                                                    |

Anciennes équipes
| Équipe                      | Ville                 | Saison jouée(s) | Championnats des séries(2003) | Titre de la Founders Cup | Notes                                           |
| --------------------------- | --------------------- | --------------- | ----------------------------- | ------------------------ | ----------------------------------------------- |
| les Éperviers de Montréal   | Montréal, Québec      | 2003            | 0                             | 0                        |                                                 |
| les Bulldogs de St-Hubert   | Saint-Hubert, Québec  | 2003-05         | 0                             | 0                        | Anciennement les Bulldogs de Longueuil (2003)   |
| les Mohawks Jr de Kahnawake | Kahnawake, Québec     | 2005            | 1                             | 0                        | Déménagée dans la ILA                           |
| les Eagles d'Akwesasne      | Akwesasne             | 2005            | 0                             | 0                        | Déménagée dans la ILA                           |
| les Éclairs de Shawinigan   | Grand-Mère, Québec    | 2005-07         | 0                             | 0                        |                                                 |
| les Brasseurs de Lasalle    | LaSalle, Québec       | 2006            | 0                             | 0                        |                                                 |
| les Braves de St-Laurent    | Saint-Laurent, Québec | 2006-07         | 0                             | 0                        | Anciennement les Patriotes de St-Laurent (2006) |
| les Astérix de Valleyfield  | Valleyfield, Québec   | 2007-08         | 0                             | 0                        | Déménagée dans le Senior C                      |

### Prairie Gold Lacrosse League (SLA)
| Club                    | Ville                       | Fondée en | Champion de la ligue | Coupe Founders | Notes                              |
| ----------------------- | --------------------------- | --------- | -------------------- | -------------- | ---------------------------------- |
| Assiniboia Attack       | Assiniboia, Saskatchewan    | 2001      | 0                    | 0              |                                    |
| Big River Extreme       | Big River, Saskatchewan     | 2001      | 0                    | 0              | Anciennement le Big River Bulldogs |
| Moose Jaw Mustangs      | Moose Jaw, Saskatchewan     | 2002      | 5                    | 0              |                                    |
| Prince Albert Predators | Prince Albert, Saskatchewan | 2003      | 0                    | 0              |                                    |
| Regina Heat             | Regina, Saskatchewan        | 2003      | 0                    | 0              |                                    |
| Regina Riot             | Regina, Saskatchewan        | 2003      | 0                    | 0              |                                    |
| Saskatoon Brewers       | Saskatoon, Saskatchewan     | 2005      | 0                    | 0              |                                    |
| Saskatoon Smash         | Saskatoon, Saskatchewan     | 2001      | 1                    | 0              |                                    |
| Saskatoon Steelers      | Saskatoon, Saskatchewan     | 2004      | 0                    | 0              |                                    |
| Swift Current Rampage   | Swift Current, Saskatchewan | 2003      | 0                    | 0              |                                    |
| Yorkton Bulldogs        | Yorkton, Saskatchewan       | 2003      | 1                    | 0              |                                    |

### Lacrosse Nova Scotia
| Club                | Ville           | Fondée en | Champion de la ligue | Coupe Founders | Notes                                                                  |
| ------------------- | --------------- | --------- | -------------------- | -------------- | ---------------------------------------------------------------------- |
| Nova Scotia Knights | Nouvelle-Écosse | ????      | N/A                  | 0              | Représente la Nouvelle-Écosse lors du championnat de la coupe Founders |

### Iroquois Lacrosse Association (ILA)
| Club                  | Ville               | Fondée en | Champion de la ligue | Coupe Founders | Notes                                                                            |
| --------------------- | ------------------- | --------- | -------------------- | -------------- | -------------------------------------------------------------------------------- |
| Akwesasne Eagles      | Akwesasne, Ontario  | 2005      | 0                    | 0              | Anciennement dans la Ligue de crosse junior du Québec                            |
| Kahnawake Jr. Mohawks | Kahnawake, Québec   | 1970      | 2                    | 0              | Anciennement dans OLA Jr. B (1970 - 2001) et la Ligue de crosse junior du Québec |
| Onondaga Redhawks     | Onondaga, New York  | 1998      | 0                    | 0              | Anciennement dans OLA Jr. B Council (Onondaga Warriors)                          |
| Tyendinaga Wolfpack   | Tyendinaga, Ontario | 2006      | 0                    | 0              |                                                                                  |

## Championnats par provinces
| Niveau   | Nom du trophée     | Création | C.-B. | Alb. | Sask. | Ont. | Qc | Iroquois |
| -------- | ------------------ | -------- | ----- | ---- | ----- | ---- | -- | -------- |
| NLL      | Champion's Cup     | 1987     | 0     | 1    | 0     | 5    | 0  |          |
| Senior A | Coupe Mann         | 1901     | 50    | 1    | 0     | 47   | 5  | 3        |
| Senior B | Coupe du Président | 1964     | 13    | 3    | 0     | 20   | 0  | 5        |
| Junior A | Coupe Minto        | 1937     | 19    | 0    | 0     | 44   | 0  | 1        |
| Junior B | Coupe Founders     | 1964     | 3     | 2    | 0     | 37   | 0  | 1        |